# 旧木田郡役所
旧木田郡役所（きゅうきたぐんやくしょ）は、香川県木田郡三木町大字池戸にある、大正時代中期に建てられた擬洋風建築。三木町の文化財に指定されている。現在は同町の管理下にあり、地元の公民館である池戸公民館（いけのべこうみんかん）の建物として運用されている。

## 概説
郡制施行時代の郡役所庁舎として建てられた擬洋風建造物。香川県内に建てられた擬洋風建築の旧郡役所庁舎としては、現存する唯一のものである。
木田郡林村（現在の高松市林町）に居を置いていた堂宮大工吉峰長太郎正一の築による建築物で、下見板系擬洋風建築の特徴を色濃く映した構造を持つ。1918年（大正7年）6月より現在地において建築工事に着工し、1919年（大正8年）8月31日に竣工、同日より郡役場として運用を開始した。
1926年（大正15年）の郡制廃止により役所としての機能を終えたのちは香川県の所有となり1930年（昭和5年）より香川県蚕業試験場として運用される。その際に繭を保管する切妻造りの土蔵が正門の東側に増築された。この土蔵は水氷を用いた冷却のため、その内部をブリキ張りにしてある。のち1957年（昭和32年）より、県農業行政機関の機構改革のため、香川県農業試験場三木分場として運用された。しかし1981年（昭和56年）に香川県農業試験場が三木分場を三木試験地として同大字（池戸）内の別地（現在の香川県農業試験場三木試験地）に改組移転させることとなった。
香川県農業試験場の改組移転を受け、跡地および建築物を三木町が買い受けて町有財産とすることが決定し、施設整備ののち1983年（昭和58年）より池戸公民館としての運用を開始した。以降、保全塗装や瓦の葺き替えなどによる、定期的な整備改修が行われてきたが、2011年（平成23年）に東北地方太平洋沖地震にともなう東日本大震災が引き起こされたことを受け、同年より大規模な復元改築を伴う耐震強化改修工事の着工に至り、2012年（平成24年）2月にこれを完了した。これを受けて町では本建築物の、より積極的な運用が検討され、2013年（平成25年）より木田郡および三木町の歴史・考古・民俗に関する資料を展示する資料館としての運用や、町民の主催による展示イベントの提供会場（アートギャラリーおよびコンベンション施設）としての運用が行われている。
なお、三木町の文化財としての指定名称は正式には旧木田郡役所建物（きゅうきたぐんやくしょたてもの）であり運用施設名としては池戸公民館だが、香川県教育委員会の資料においては建造物の名称は旧木田郡役所庁舎（きゅうきたぐんやくしょちょうしゃ）としている。

## 建築の特徴
木造寄棟平屋建の下見板系擬洋風建築。

### 外観
壁を構成する下見板、玄関に車寄せを配し、瓦屋根の上にドーム状の丸屋根を持つ塔状のドーマーが出ていることが外観的な主要特徴である。特にドーマーに関してはドーム屋根の下に唐破風庇が設えられ、台の部分湾曲や側面の下見板、ドーマー腰部の蛇腹など、和洋折衷の意匠を各所に見取ることができ小規模ながらもコーニスやキーストーンを意識した、細部にまで精巧な作りが成されている。車寄せには妻面に洋風の漆喰によるレリーフ、天井に草花文を透かし彫りした装飾板を設えている。全部屋の壁下部には腰板を擁する。
基礎は花崗岩とレンガ積みによる布基礎。床下換気口には唐草模様が設えられている。また外壁のうち鴨居直下から下見板壁（窓の上辺）に至るまでの空間は漆喰を用い、ここにも和洋混同の特徴を示す。
小屋組みは、キングポストトラスをもって寄棟屋根を形成しているが、梁や大黒柱などは和風建築に見られる丸みを残す材木を使用している。

### 内観
玄関を入ると土間廊下が南北方向および東西方向に設えられ、南北廊下を挟み、西側に5間、東側に前述の土間廊下および3間が間仕切りとして設えられている。南北廊下の北側突き当りは勝手口である。土間廊下以外の廊下（間仕切りを行う廊下）は存在せず、部屋間の移動は相互の部屋を横断する形で行われる。全部屋の内訳は実習室(西広間)・洋室3間・工具室2間・東広間（旧和室）・事務室（旧給湯室）の総計8部屋となる。土間以外の各部屋は全面フローリングとなっている。かつては東広間が和室として畳敷となっていたが、これは1983年の公民館設備の整備のための改築によるもので、2012年復元改築の折に他の部屋と同様のフローリングに改められている。
西側5間は、最西に洋室2間、北に工具室2間、それら各部屋の入口を擁する形で実習室(西広間)が存在し、その南側に玄関からの西土間廊下が設えられている。最西洋室2間のうち南側の部屋に玄関から延びる西土間廊下が繋がっている。東側3間は東土間廊下の北側に洋室1間、廊下突き当りに広間が1間、洋室のさらに北西側に事務所（旧給湯調理室）が存在する。なお1983年整備において和室に改められていた東広間には小収納の押入がついていたが、復元改築を行った現在はなくなっている。
なお本建物内に便所は存在しない。これに関しては正門西側に別棟として建てられている非水洗の外便所か、隣接する池戸商工センターの便所を借りる形での利用となる。

## 略歴
- 1989年（明治32年）4月：郡制施行、木田郡発足。仮郡役所を平井村池戸の西徳寺に置く。
- 1918年（大正7年）6月：郡役所専門庁舎の着工を開始。
- 1919年（大正8年）8月：木田郡役所庁舎竣工。専門郡役場庁舎として運用を開始。
- 1926年（大正15年）7月：郡制廃止。郡役場の閉場。役場建物の所有権は香川県の帰属となった。
- 1930年（昭和5年）：香川県蚕業試験場の実務庁舎へ転用。保管倉庫が建てられる。
- 1957年（昭和32年）：香川県蚕業試験場が香川県農業試験場三木分場となる。
- 1981年（昭和56年）3月：香川県農業試験場三木分場が別地移転。跡地を三木町に譲渡。町有財産となる。
- 1983年（昭和58年）5月：西側一部外装の塗装と東側内装の間仕切りの変更改造工事を行う。
- 1983年（昭和58年）10月：池戸公民館として供用開始。
- 1986年（昭和61年）9月：三木町指定文化財「旧木田郡役所建物」として指定。
- 2002年（平成14年）：屋根瓦葺き替え工事を行う。
- 2011年（平成23年）：新基準耐震準拠化を伴う大規模復元改築工事を行う。変更されていた各種部分を建築当初設計のものに戻した上で耐震化。
- 2013年（平成25年）：公民館運用と並行し、木田郡および三木町の歴史資料を公開する資料館、町民主催イベントの展示場としての運用を開始。

## 見学等利用
アートギャラリー（東側3間）および郷土展示資料室（西側5間）、共通。なお会議室としての利用は不可。展示主催（展示ギャラリー）としての利用は池戸公民館（三木町文化交流プラザ池戸公民館係）に対する詳細の問い合わせと予約が必要。
見学料金
無料
休館日
毎週月曜日（月曜が祝日の場合は翌日以降の平日）および、12月29日から翌年の1月3日まで
開館時間
9時から16時

## アクセス
- 高松琴平電気鉄道長尾線池戸駅下車、商店街を東行（駅構内踏切の線路を渡らない）し最初の角を南東へ折れ（右折し）て旧長尾街道（香川県道10号高松長尾大内線の旧・旧道）[注 4]を歩く。徒歩3分。
- 三木町コミュニティバス町内循環北部コース「デイサービスくすのき前」停留所で下車。旧長尾街道（太田仏壇店の脇道）を西へ徒歩1分。
- 自家用車等の場合は、香川県道42号小蓑前田東線と旧長尾街道[注 4]の交点（太田仏壇店の在する場所）を西折。駐車場は隣接する池戸商工センターおよび平井幼稚園池戸分園と共用[7]。